# Saint-Louis
«Сент-Луис» (фр. Saint-Louis) — второй корабль в серии французских эскадренных броненосцев типа «Шарлемань». Назван в честь французского короля Людовика IX. Стоимость корабля составила 26 981 000 франков.
Большую часть своей карьеры броненосец провёл в составе средиземноморского флота, часто становился флагманом флота. Во время службы произошли два инцидента со столкновением с двумя другими французскими военными кораблями, в одном из которых затонула подводная лодка.
Когда началась Первая мировая война, в течение первых двух месяцев броненосец участвовал в сопровождении конвоев перевозящих союзные войска. В ноябре 1914 «Сент-Луис» действовал против немецких кораблей Гёбена и Бреслау в Средиземном море. В 1915 был переведён на Восточное средиземноморье, где присоединился к британскому флоту, бомбардирововшему турецкие укрепления в Палестине и на Синайском полуострове. «Сент-Луис» в мае вернулся в Дарданеллы и оказал огневую поддержку во время Галлиполийской Кампании. После длительного ремонта во Франции, в мае 1916 года, «Сент-Луис» вошёл в подразделение действующее на Салоникском фронте. В апреле 1917 года «Сент-Луис» был переведён в запас. В 1919–20 году служил в качестве учебного корабля. В 1920 корабль был переклассифицирован и перестроен, чтобы служить жилым блокшивом. Бывший броненосец был списан в 1931 году и выставлен на продажу, на корабль долго не могли найти покупателя. Продан для разделки на металл в 1933.